# BVA Cup 2017 (maschile)
La BVA Cup 2017, 10ª edizione della omonima competizione di pallavolo maschile, si è svolta dal 16 al 17 settembre 2017: al torneo hanno partecipato quattro squadre di club afferenti alla BVA e la vittoria finale è andata per la prima volta all'İnegöl.

## Formula
La formula ha previsto semifinali, finale terzo posto e finale.

## Squadre partecipanti
- Radnik Bijeljina
- CSM Bucarest
- Jedinstvo Stara Pazova
- İnegöl

## Torneo
|  | Semifinali             | Semifinali |        |              | Finale                 | Finale          |  |
|  |                        |            |        |              |                        |                 |  |
|  | Jedinstvo Stara Pazova | 1          |        |              |                        |                 |  |
|  | Jedinstvo Stara Pazova | 1          |        |              |                        |                 |  |
|  | CSM Bucarest           | 3          |        |              |                        |                 |  |
|  | CSM Bucarest           | 3          |        | CSM Bucarest | 1                      |                 |  |
|  |                        |            |        | CSM Bucarest | 1                      |                 |  |
|  |                        |            | İnegöl | 3            |                        |                 |  |
|  | İnegöl                 | 3          | İnegöl | 3            |                        |                 |  |
|  | İnegöl                 | 3          |        |              |                        |                 |  |
|  | Radnik Bijeljina       | 0          |        |              | Finale 3º posto        | Finale 3º posto |  |
|  | Radnik Bijeljina       | 0          |        |              |                        |                 |  |
|  |                        |            |        |              |                        |                 |  |
|  |                        |            |        |              | Jedinstvo Stara Pazova | 0               |  |
|  |                        |            |        |              | Jedinstvo Stara Pazova | 0               |  |
|  |                        |            |        |              | Radnik Bijeljina       | 3               |  |

### Semifinali
| 16 settembre 2017 İnegöl Kapalı Spor Salonu, İnegöl Durata: ? - Spettatori: ? | Jedinstvo Stara Pazova | 1 - 3 | CSM Bucarest     | 23-25, 24-26, 25-22, 22-25 |
| 16 settembre 2017 İnegöl Kapalı Spor Salonu, İnegöl Durata: ? - Spettatori: ? | İnegöl                 | 3 - 0 | Radnik Bijeljina | 25-21, 25-18, 25-20        |

### Finale 3º posto
| 17 settembre 2017 İnegöl Kapalı Spor Salonu, İnegöl Durata: ? - Spettatori: ? | Jedinstvo Stara Pazova | 0 - 3 | Radnik Bijeljina | 24-26, 23-25, 17-25 |

### Finale
| 17 settembre 2017 İnegöl Kapalı Spor Salonu, İnegöl Durata: ? - Spettatori: ? | CSM Bucarest | 1 - 3 | İnegöl | 23-25, 24-26, 25-22, 22-25 |

## Classifica finale
| Pos | Squadra                | Qualificazione        |
| --- | ---------------------- | --------------------- |
|     | İnegöl                 | Challenge Cup 2017-18 |
| 2   | CSM Bucarest           |                       |
| 3   | Radnik Bijeljina       |                       |
| 4   | Jedinstvo Stara Pazova |                       |